# 元 (曆法)
元是中國古代曆法的時間單位。指紀之歲數（回歸年數）與12個歲星紀年之最短循環週期。又稱曆法起算的理想基準點（曆元）為上元，上元至編曆時的年數為上元積年。推算上元積年的制曆方法始於《三統曆》。歷代為求精確而數值逾億，故統天曆虛設上元積年，一直到《授時曆》終廢上元積年。

## 文內注釋
1. ↑  .卷93志第三《律曆下》: 日周於天，一寒一暑，四時備成，萬物畢改，攝提遷次，青龍移辰，謂之歲。歲首至也，月首朔也。至、朔同日謂之章，同在日首謂之蔀，蔀終六旬謂之紀，歲朔又復謂之元。
2. ↑  武家璧. . 复旦大学出土文献与古文字研究中心. 2012-09-11  [2024-01-03]. （原始内容存档于2022-06-04） （中文）. 历法的起算点‘上元’规定为一种理想状态：即日月五星同时起于某一初度（0点）……假定岁星与太阳位于同一起点，故岁星次度实际等效于太阳躔度。
3. ↑  淳祐曆
4. ↑  曲安京. . 2005.